# Panzerkampfwagen I

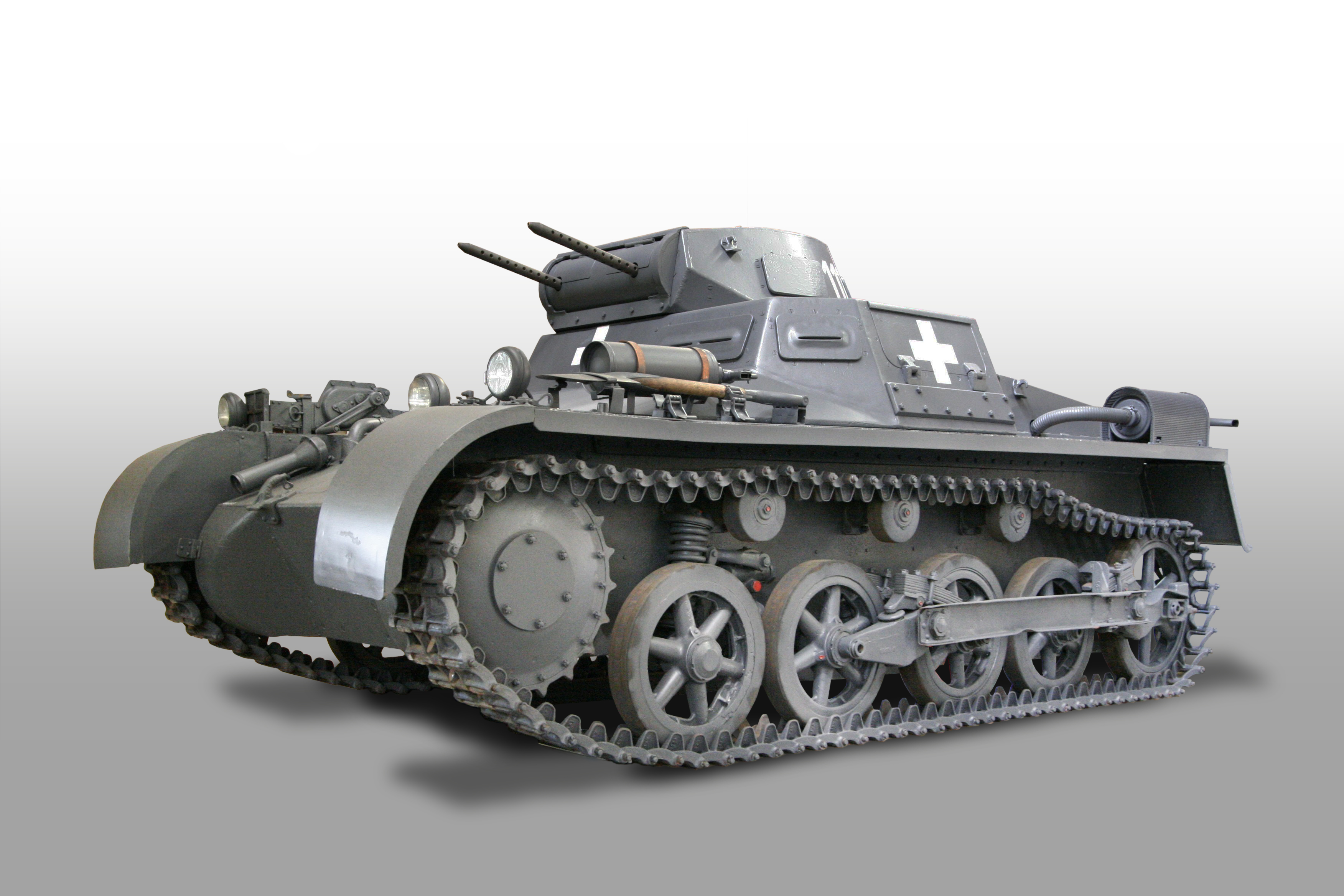
PzKpfw I Ausf. A w Deutsches Panzermuseum w Munster (Dolna Saksonia)

PzKpfw I (Panzerkampfwagen I) – niemiecki czołg lekki używany w okresie II wojny światowej. Podstawowymi wersjami (niem. Ausführung) były A i B. Był to pierwszy czołg seryjnie produkowany w III Rzeszy. W latach 1934–1939 zbudowano ogółem ok. 2000 egzemplarzy. Na bazie wielu z nich powstawały potem inne pojazdy wojskowe (m.in. samobieżne działa przeciwpancerne Panzerjäger I). Czołgi PzKpfw I zostały użyte między innymi w kampanii wrześniowej i kampanii francuskiej. Produkowano także w niewielkich ilościach odmienne wersje Ausf. C i Ausf. F, natomiast wersja PzKpfw I Ausf. D została porzucona w fazie prototypu.

## PzKpfw I (MG) Ausf. A

### Początki
W 1930 roku niemieckie Biuro Uzbrojenia (Waffenamt) zdecydowało podjąć prace nad konstrukcją lekkiego gąsienicowego pojazdu bojowego do zadań rozpoznawczych i transportu uzbrojenia, określonego kodowo, z uwagi na ograniczenia nałożone na armię niemiecką po I wojnie światowej przez traktat wersalski, jako Kleintraktor (mały traktor). W 1933 roku nazwę kodową projektu zmieniono na Landwirtschaftlicher Schlepper (LaS) (ciągnik rolniczy). Specyfikację pojazdu opracował wydział Biura Uzbrojenia zajmujący się pojazdami Wa.Prw.6. Szczegóły specyfikacji zakładały skonstruowanie pojazdu o parametrach:
- masa: 4-7 ton[2]
- trakcja gąsienicowa
- opancerzenie przeciwko broni małokalibrowej (ręcznej)
- uzbrojenie w 2 karabiny maszynowe
- wieża z 360° kątem ostrzału (w poziomie)[3].

Już w 1930 roku jako wykonawcę podwozia Kleintraktor wybrano zakłady Krupp AG z Essen. Według wskazówek Biura Uzbrojenia, przy konstruowaniu podwozia wzorowano się na brytyjskich pojazdach gąsienicowych Carden-Loyd (konstrukcji inż. Cardena i Loyda z zakładów Vickers), aczkolwiek projekt powstał bez bezpośredniego dostępu do brytyjskich konstrukcji, w 1931 roku. W dalszym rozwoju pomogło badanie brytyjskiego ciągnika Carden-Loyd Light Tractor (nr VAE 393), zakupionego za pośrednictwem niemieckiej firmy i dostarczonego w styczniu 1932 roku. Prototyp podwozia został wykonany 29 lipca 1932. Od brytyjskiego pierwowzoru podwozie różniło się między innymi dodaniem jednego koła jezdnego po każdej stronie (po 5 zamiast 4) i dodaniem zewnętrznej ramy wzmacniającej. Kolejnych pięć podwozi Kleintraktor dla testów wykonano latem 1933 roku. Osobno przebiegał rozwój nadwozia. Do konstrukcji nadbudówki i wieży zdecydowano się wykorzystać projekt firmy Daimler-Benz AG z Berlina – Marienfelde.
W 1933 roku zawarto kontrakt na produkcję pierwszych 150 podwozi bez nadbudówki (tzw. ohne Aufbau), oznaczonych jako 1.seria LaS (niem. 1.Serie/LaS) i znanych pod nazwą kodową Krupp-Traktor. Z tego, 135 pojazdów zbudował Krupp w Essen, a pozostałe 15 rozdzielono po 3 między 5 innych producentów, jako produkcję próbną. Pierwsze podwozia dostarczono w styczniu 1934. Planowano wyposażenie ich w nadwozia pancerne, lecz ostatecznie ich nie otrzymały i przekształcono je w pojazdy do szkolenia kierowców. W 1934 roku, po wypowiedzeniu przez Niemcy traktatu wersalskiego, rozpoczęto produkcję seryjną czołgu pod oficjalną już nazwą Panzerkampfwagen I (MG) Ausführung A (pol. dosłownie: pancerny wóz bojowy I, uzbrojony w karabiny maszynowe, wersja A). W tym samym roku przekazano pierwsze egzemplarze Oddziałom Szkolenia Motorowego (Kraftfahrlehrkommando) w Zossen i Ohrdruf. Ostatecznie w latach 1934–1936 wyprodukowano 1190 czołgów PzKpfw I Ausf. A, w trzech seriach (2.Serie/LaS – 863 czołgi, 3.Serie/LaS – 152 i 4.Serie/LaS – 175 czołgów), przez 5 producentów: Grusonwerk (Krupp), MAN, Rheinmetall, Henschel i Daimler-Benz. Płyty pancerne dostarczały zakłady Deutsche Edelstahlwerke. Na 1 października 1936 w armii niemieckiej było 1160 czołgów Ausf. A.

### Konstrukcja
Czołg PzKpfw I A miał długość 4,20 m, szerokość 2,06 m i wysokość (ze złożoną anteną) 1,72 m. Masa bojowa czołgu wynosiła 5400 kg. Załogę stanowiło 2 żołnierzy: dowódca/strzelec i kierowca. W pojeździe zamontowano także radiostację krótkiego zasięgu FuG2 – w pojazdach liniowych znajdowały się jednakże tylko odbiorniki.

#### Podwozie
W pojeździe zastosowano trakcję gąsienicową. Gąsienice o rozstawie 1,67 m (w osiach) i szerokości 0,28 m stykały się z nawierzchnią na długości 2,47 m, co dawało nacisk jednostkowy 0,39 kg/cm². Pojazd miał z każdej strony po jednym kole napędowym, pięć kół jezdnych, z tego ostatnie pełniące także funkcję koła napinającego, i trzy koła podtrzymujące. Koło napędowe o 20 zębach umieszczone było z przodu, a umieszczone za nim pierwsze z kół jezdnych posiadało zawieszenie sprężynowe. Pozostałe cztery zblokowane były parami w dwóch zespołach, z których każdy był zawieszony centralnie na osi i resorowany dwoma resorami piórowymi.

#### Napęd
PzKpfw I A został wyposażony w silnik M 305 firmy Krupp AG. Była to 4-cylindrowa, benzynowa jednostka typu bokser o pojemności 3,46 l, z gaźnikiem Solex (choć kilka egzemplarzy wyposażono eksperymentalnie w silniki wysokoprężne Krupp M 601, które uzyskując moc zaledwie 45 KM przy 2200 obr./min nie spełniły wymagań). Chłodzona była powietrzem (za pomocą małego wentylatora) i uzyskiwała moc 57 KM przy 2500 obr./min. Do przeniesienia napędu wykorzystano suche sprzęgło tarczowe i skrzynię biegów typu ZF Aphon FG 35. Miała ona 5 biegów do przodu i jeden wsteczny. Maksymalne prędkości zalecane dla poszczególnych biegów wynosiły: dla 1.: 5 km/h, 2.: 11 km/h, 3.: 20 km/h, 4.: 32 km/h i 5.: 42 km/h. Dwa zbiorniki paliwa o łącznej pojemności 144 l były umieszczone w narożnikach przedziału kierowcy. Podwójny wydech został wyprowadzony przez boki kadłuba do dwóch tłumików znajdujących się na tylnej części osłon gąsienic po obu stronach kadłuba. Napęd pozwalał na uzyskanie prędkości 37 km/h.

#### Sterowanie
Sterowanie czołgiem odbywało się za pomocą hamulca i sprzęgła. Kierowca używał w tym celu dwóch dźwigni, po jednej dla każdej gąsienicy. Pojazd nie był wyposażony w hamulec postojowy, jego funkcję pełniły specjalne blokady przy dźwigniach sterowych. Kierowca miał także do dyspozycji obrotomierz, prędkościomierz i wskaźnik temperatury oleju.

#### Opancerzenie
Opancerzenie PzKpfw I A składało się w większości ze spawanych walcowanych homogenicznych płyt stalowych o grubości do 13 mm. Cieńsze płyty zastosowano na górnych powierzchniach, a spód kadłuba miał grubość 6 mm. Pancerz miał twardość 530 w skali Brinella. W założeniu miało to chronić (i chroniło) przed ogniem z małokalibrowej broni ręcznej, jednak testy przeprowadzone przez aliantów na zdobytym egzemplarzu pokazały, że intensywny ogień ciągły mógł zablokować wieżę i jarzmo, a wlot powietrza był wrażliwy na atak granatami. Także doświadczenia bojowe z Hiszpanii wykazały, że otwory obserwacyjne wczesnych serii są wrażliwe na intensywny ostrzał.

#### Uzbrojenie
Czołg PzKpfw I A uzbrojony był w dwa karabiny maszynowe MG 13 kalibru 7,92 mm, od początku 1936 roku stosowane w skróconej wersji MG 13k. Umieszczone były obok siebie we wspólnym jarzmie w obrotowej wieży i naprowadzane na cel były wspólnie, jednak możliwe było niezależne prowadzenie ognia z każdego z nich. Pomiędzy lufami znajdował się teleskopowy celownik optyczny TZF2 o 2,5-krotnym powiększeniu. Kąt ostrzału w pionie wynosił od -12° do +18° (w poziomie 360°). Małe sprzęgło w mechanizmie obrotu jarzma pozwalało na stabilizowanie ustawionego kąta ostrzału, a samo jarzmo można było blokować dodatkowo w położeniu horyzontalnym. Amunicja umieszczona była w magazynkach o pojemności 25 sztuk, te zaś w 6 pojemnikach (jeden z 8 magazynkami w wieży, pozostałe w kadłubie). Całkowity zapas amunicji wynosił 2250 nabojów. Wykorzystywano karabinowe naboje przeciwpancerne SmK, a do zwalczania celów lekko opancerzonych – specjalne naboje SmK(H), skuteczne do odległości ok. 150 metrów.

## PzKpfw I (MG) Ausf. B

### Początki
Wersja PzKpfw I Ausf. B powstała w wyniku potrzeby zwiększenia osiągów pojazdu, w szczególności jego sprawności w warunkach terenowych, przez zastosowanie silnika Maybach o większej mocy. Produkowany był w zakładach Henschel, MAN, Daimler-Benz, Krupp-Gruson w latach 1936–1937. W latach 1936–1937 wybudowano ok. 399 egzemplarzy czołgu wersji B, w dwóch seriach (5a.Serie/LaS – 253 i 6a.Serie/LaS – 146). Pierwsze pojazdy tej wersji zbudowano w lipcu-sierpniu 1936.
Oprócz czołgów budowanych jako czołgi liniowe, dalsze 184 podwozia zbudowano na potrzeby czołgów dowodzenia kl.Pz.Bef.Wg.I, a 295 podwozi dla szkolenia kierowców (Schulfahrzeuge). Dalszych 147 pojazdów zbudowano do 1938 roku jako szkolne podwozia, lecz z opancerzonym kadłubem (Umsetz-Fahrzeuge). Część z nich została następnie przebudowana na czołgi bojowe przez montaż nadbudówek z wieżą, nowo wyprodukowanych lub demontowanych z czołgów Ausf.A przeznaczanych do szkolenia (produkcja nadbudówek trwała do 1940 roku).

### Konstrukcja
Nowy silnik i układ chłodzenia mieścił się w istniejącej komorze silnika, lecz przy okazji zmiany napędu zdecydowano przedłużyć tył pojazdu o 40 cm i zmodyfikować zawieszenie, stosując osobne koła napinające. Miało to na celu zapewnienie stabilniejszej jazdy i zmniejszenie częstości spadania gąsienic. Ogólna sylwetka i większość elementów konstrukcyjnych (uzbrojenie, opancerzenie i sterowanie) odpowiadała tym z wersji PzKpfw I Ausf. A.

#### Podwozie
Podwozie czołgu PzKpfw I Ausf. B było modyfikacją poprzedniej wersji. Dodano po jednym kole jezdnym i podtrzymującym z każdej strony. Ostatnie koło (napinające) umieszczono wyżej, tak aby nie dotykało nawierzchni, co z kolei ułatwiło regulowanie napięcia gąsienic. W takim wypadku nie było też potrzebne jego amortyzowania.

#### Napęd
W tej wersji zastosowano silnik Maybach NL 38 Tr. Była to 6-cylindrowa, benzynowa jednostka chłodzona wodą. Posiadała większą moc (100 KM), jednak była także mniej ekonomiczna, co w połączeniu z takim samym zapasem paliwa (144 l) minimalnie zmniejszyło zasięg czołgu, nieznacznie wzrosła również osiągana prędkość.

## Użycie

### Hiszpania (1936 – 1938)
Czołgi PzKpfw I A (wraz z I B) przeszły chrzest bojowy podczas wojny domowej w Hiszpanii w 1936. Wchodziły tam w skład zgrupowania Legión Cóndor w liczbie ok. 120 sztuk obu typów (niektóre źródła podają liczbę 180 szt.). Zdaniem T. Jentza, do Hiszpanii trafiło jednak ok. 102 czołgów obu wersji A i B oraz 4 wozy dowodzenia i przede wszystkim walczyły na nich hiszpańskie załogi. Siły pancerne Legionu dowodzone były przez Wilhelma Rittera von Thomę, który utworzył bataliony pancerne, każdy składający się z trzech kompanii po 15 czołgów. Wtedy też zostały pierwszy raz obnażone praktycznie wady konstrukcji PzKpfw I, przede wszystkim niska sprawność w terenie i mała siła ognia, praktycznie nie pozwalająca podjąć walki z czołgami T-26 dostarczonymi przez ZSRR dla sił republikańskich (czołgi T-26 bywały początkowo niszczone karabinową amunicją SmK(H) do odległości 150 m, lecz po zmianie taktyki przez siły republikańskie, nie angażowały się w walki na małych odległościach, natomiast wykorzystywały przewagę ognia z daleka). Potwierdziło to konieczność wyposażenia armii w czołgi uzbrojone w działa. Część czołgów PzKpfw I została zmodyfikowana przez instalację przenośnego miotacza ognia zamiast jednego karabinu maszynowego. Kilka zdobytych przez republikanów egzemplarzy zostało przezbrojonych poprzez zamontowanie w wieży 20 mm działko przeciwlotnicze Breda, zaś sam von Thoma tak wątpił w wartość bojową własnych PzKpfw I A i B, że oferował 500 peset za każdy zdobyty czołg T-26.

### Austria i Czechosłowacja (1938)
Kolejnym sprawdzianem dla tej konstrukcji był Anschluss w 1938. PzKpfw I A i B były wtedy na wyposażeniu 2 Dywizji Pancernej (2. Panzer-Division) Heinza Guderiana. Również tam wyszły na jaw niedoskonałości czołgu, gdyż ok. 30% zmierzających do Wiednia jednostek uległo awarii w drodze. Niewątpliwym zaś sukcesem było pokonanie przez dywizję ponad 670 km w ciągu dwóch dni.
Podczas zajmowania Czechosłowacji dała o sobie znać dość nietypowa zaleta konstrukcji PzKpfw I A i B (oraz PzKpfw II): były one tak lekkie, że możliwe było transportowanie ich do stref walki na nieprzystosowanych ciężarówkach, znacznie zmniejszając zużycie czołgu, a w szczególności jego gąsienic.

### Polska (1939)

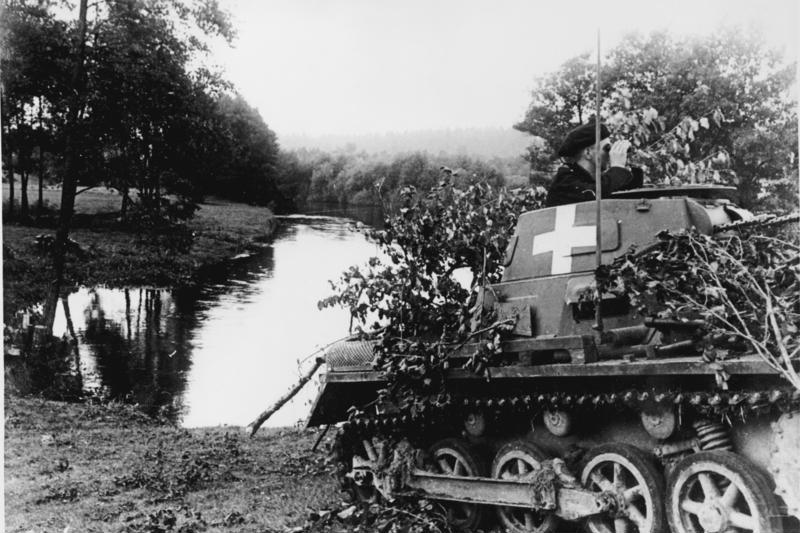
4 września 1939 Czołg PzKpfw I A nad rzeką Brdą

Na początku 1939 PzKpfw I A i B wchodziły w skład niemieckich dywizji pancernych w liczbie 120 (spośród 328) sztuk na każdą, wyjątek stanowiła 1 Dywizja Pancerna, która posiadała przewagę cięższych czołgów i posiadała jedynie 51 maszyn PzKpfw I A i B (spośród 324 czołgów).
Przed kampanią wrześniową ich liczba zwiększyła się odpowiednio do 136 (w 2, 3, 4 i 5 Dywizji Pancernej, oraz 68 sztuk w 1 Dywizji Pancernej). Dało to całkowitą liczbę 1445 (ok. 40% ogółu sił pancernych) PzKpfw I A i B biorących udział w natarciu na Polskę. Podczas walk stracono 89 tych maszyn, co stanowiło wtedy 45% straconych czołgów wszystkich typów. Specyfika taktyki Blitzkriegu (wymuszająca szybkie przemieszczanie się jednostek) ujawniła także ich dużą awaryjność, sięgającą ok. 25%. Ponadto, pomimo swojej relatywnie małej masy, wykazywały tendencje do grzęźnięcia w błocie, jak miało to miejsce w czasie bitwy nad Bzurą. Duże straty tego modelu podczas kampanii wrześniowej były również wynikiem zastosowania cienkiego pancerza o grubości 15 mm. Czołgi te były stosunkowo łatwo niszczone przez polską broń przeciwpancerną jak armata przeciwpancerna wz. 36, a nawet karabin przeciwpancerny wz. 35. Dzięki zastosowaniu w nim amunicji o kalibrze 7.92 mm Panzer I mógł być skutecznie niszczony z odległości 300 metrów
Podczas kampanii w Polsce zdecydowano się na poprawienie opancerzenia lekkich czołgów PzKpfw I co zaowocowało późniejszym skonstruowaniem PzKpfw I Ausf. C.

### Norwegia (1940)

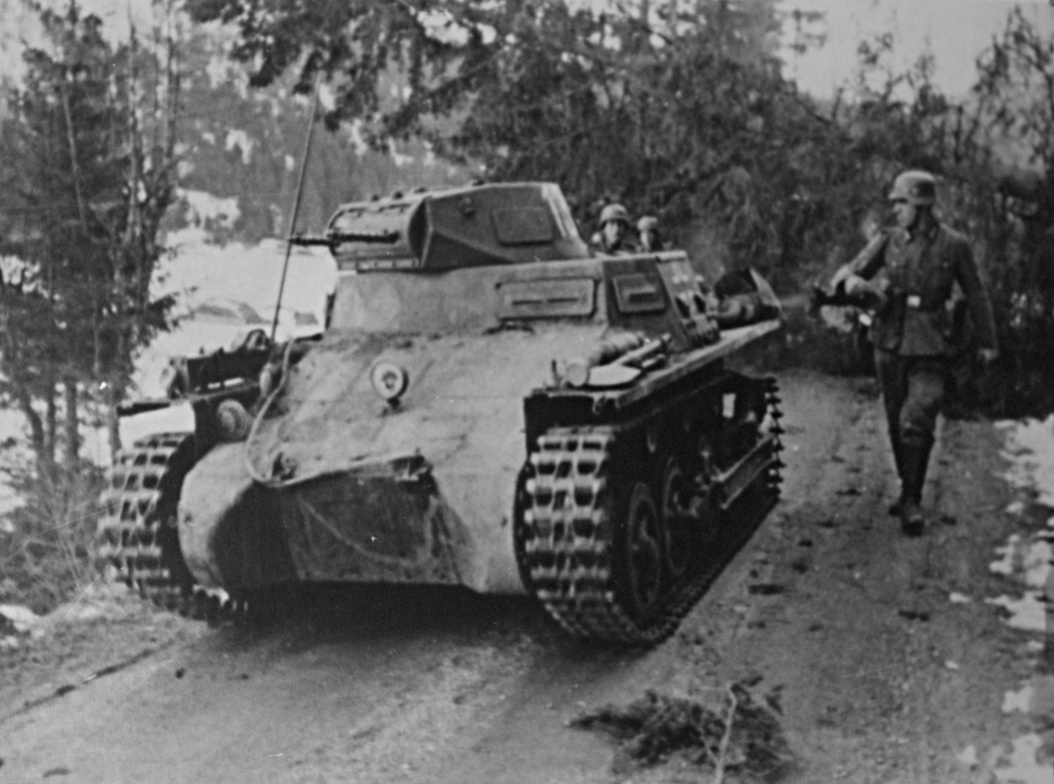
PzKpfW I A w Norwegii, podczas operacji Weserübung

W ramach operacji pod kryptonimem „Weserübung” 24 czołgi PzKpfw I wchodzące w skład 40 Batalionu Pancernego (znanego pod nazwą Panzer-Abteilung z.b.V. 40) wzięły udział w zajęciu Danii, a następnie zostały przetransportowane drogą morską do Norwegii. W Oslo dwa tego typu pojazdy zostały zniszczone przez brytyjską 15 Brygadę Piechoty (15th Infantry Brigade), za pomocą francuskiego działa przeciwpancernego kalibru 25 mm.

### Belgia, Holandia, Luksemburg i Francja (1940)
W przeddzień kampanii francuskiej liczba przygotowanych do działań czołgów PzKpfw I wynosiła 523 (ok. 20% ogółu), a dodatkowo 96 wozów dowodzenia opartych na tej konstrukcji. Setka znajdowała się w 33 Regimencie Pancernym należącym do sformowanej w Austrii 9 Dywizji Pancernej generała von Hubickiego. Operujące bardziej na południe 3 i 4 Dywizja Pancerna posiadały po 140 czołgów typu PzKpfw I A i B. Podobną liczbę tych pojazdów posiadała 5 Dywizja, natomiast 6, 7 i 8 Dywizja Pancerna (jako rezerwowe) miały na stanie jedynie po 10 sztuk. Wchodzące w skład XIX Korpusu Pancernego dywizje 1, 2 i 10 posiadały po 30 PzKpfw I każda. W trakcie kampanii na zachodzie pojazdy te służyły głównie do celów zwiadowczych.

### Afryka Północna (1941)
Lekkie czołgi PzKpfw I (w przeciwieństwie do PzKpfw 35(t) i PzKpfw 38(t)) zostały również wykorzystane do sformowania Afrika Korps pod dowództwem Erwina Rommla.

### Jugosławia i Grecja (1941)
Podobnie jak w przypadku Polski i kampanii na zachodzie, siły jugosłowiańskie i greckie zostały zaskoczone przez wysoką mobilność niemieckich dywizji pancernych (wykorzystano tam jedynie dywizje 2, 5, 8, 9, 11 i 14, w których skład wchodziły jeszcze powoli wycofywane PzKpfw I). Ponadto obrońcy nie posiadali odpowiedniego uzbrojenia przeciwpancernego, a przekonanie, że górzysty teren będzie stanowił duże utrudnienie, okazało się błędne.

### ZSRR (1941)
Z powodu wycofywania PzKpfw I z jednostek frontowych, do ataku na ZSRR (plan „Barbarossa”) użyto jedynie 74 sztuk tych pojazdów. Pozostałe zostały przebudowane, wykorzystane do szkolenia kierowców lub walki z partyzantami. Niektóre przekazano policji.

### Eksport
Czołgi PzKpfw I były również używane przez inne państwa. W 1938 roku sprzedano pojedynczy egzemplarz Węgrom. W 1942 przekazano im kilka dalszych, do celów szkoleniowych. 15 wozów wersji A zakupiła w 1936 chińska armia Czang Kaj-szeka. Prawdopodobnie kilka czołgów przekazano również Chorwacji.

## Małoseryjne wersje PzKpfw I

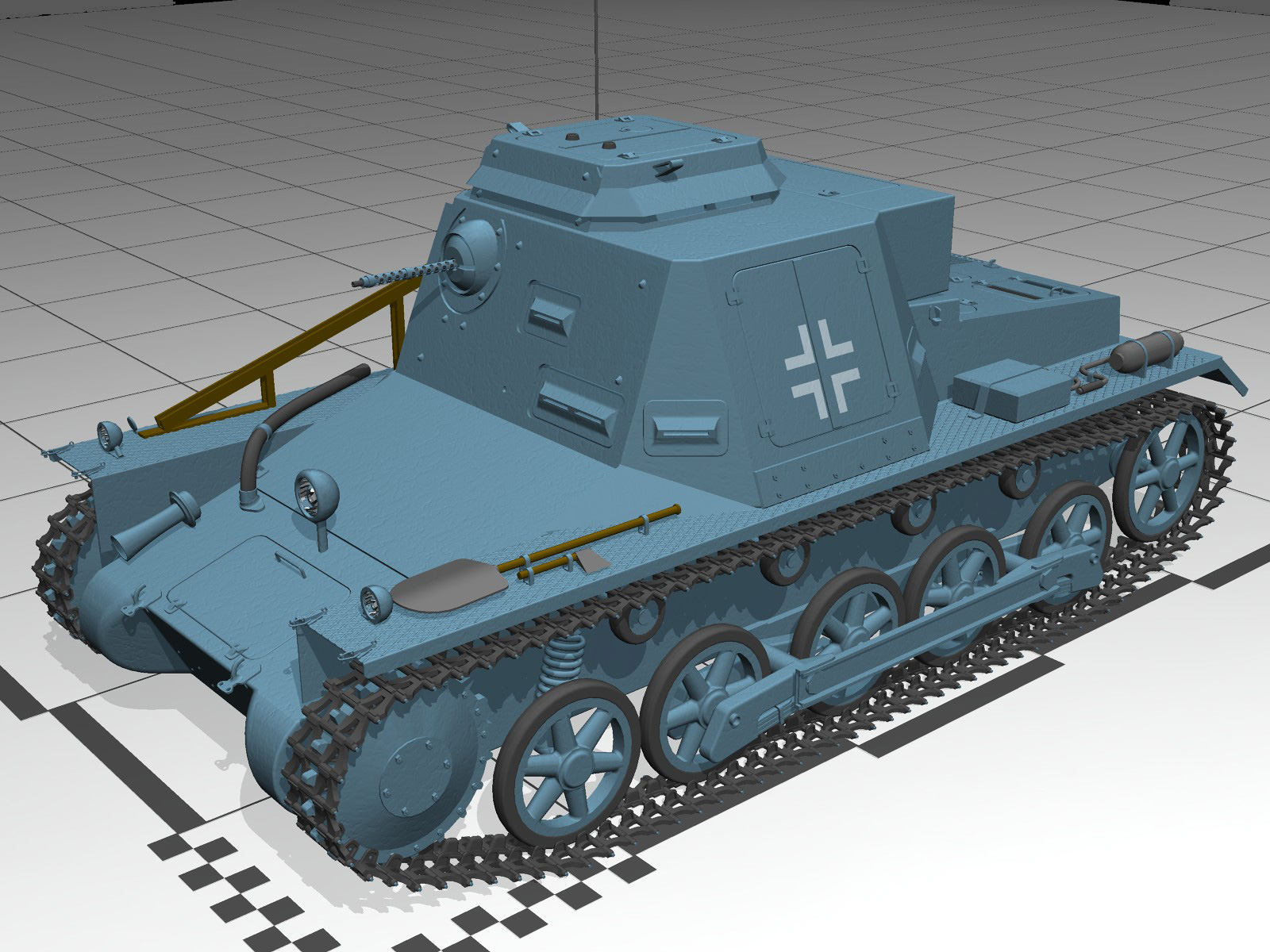
KlPzBefWg 3KlB

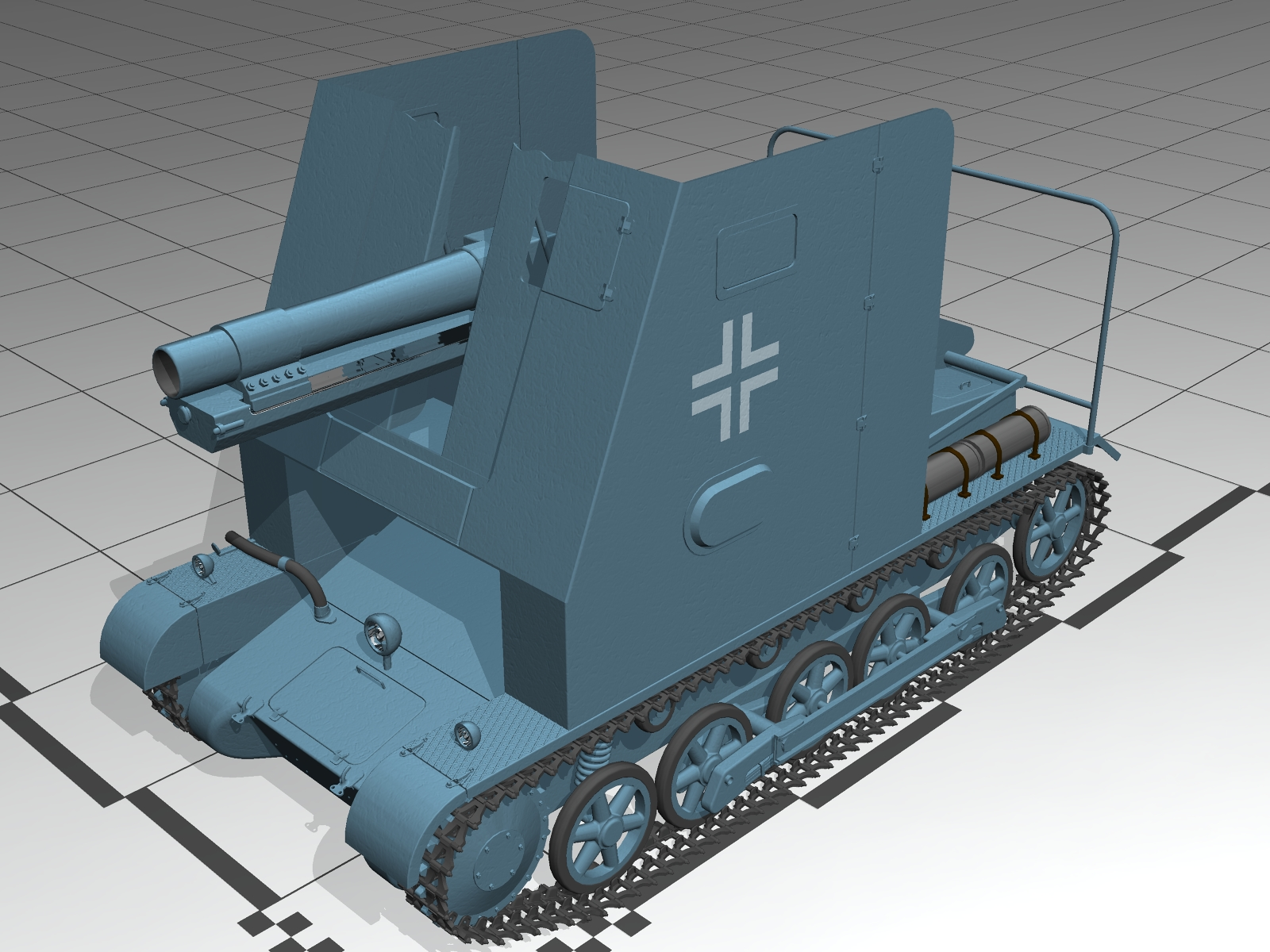
Sturmpanzer I

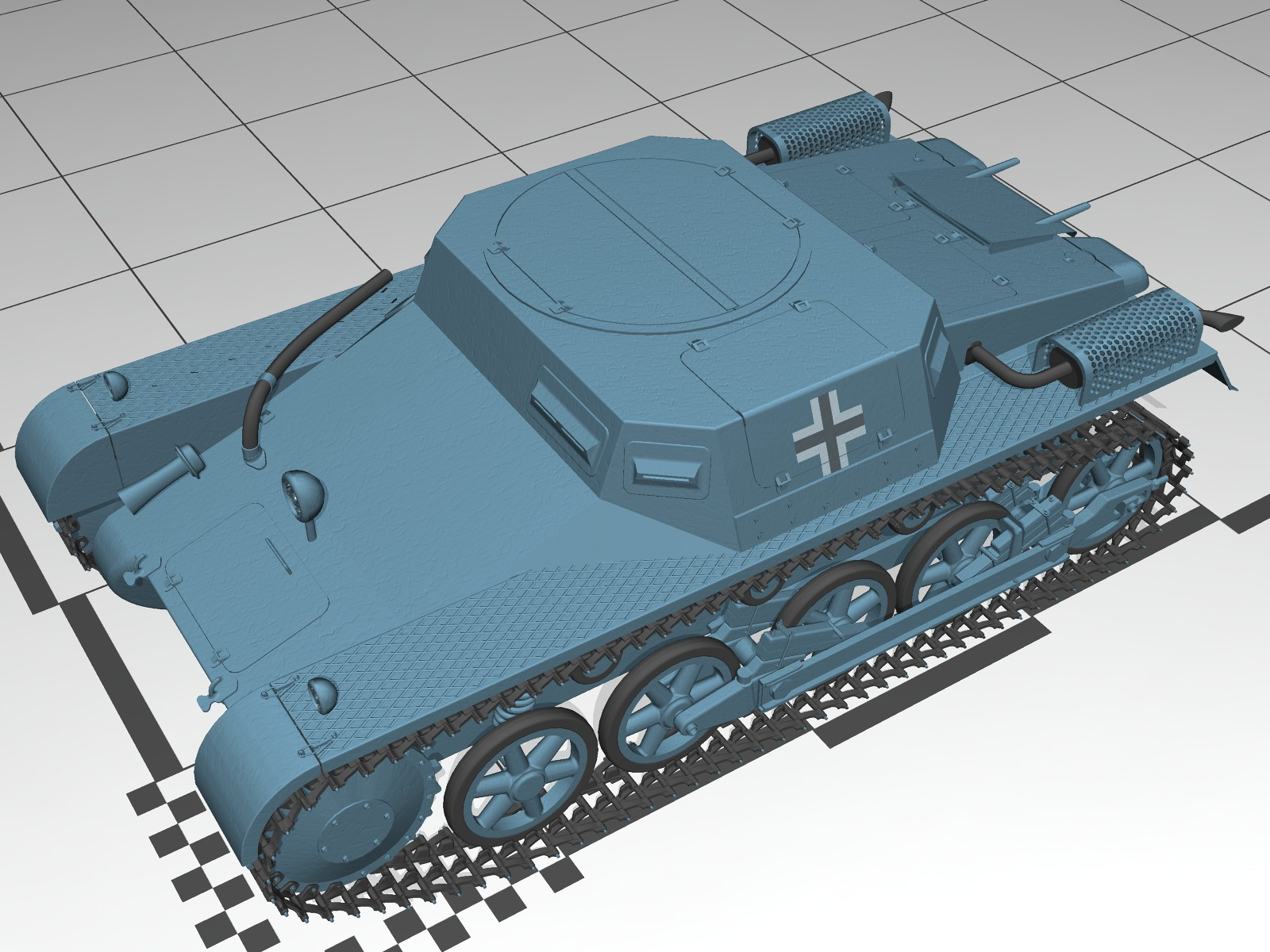
Munitionsschlepper I A

- PzKpfw I Ausf. C – lekki czołg rozpoznawczy, przeznaczony głównie dla jednostek powietrznodesantowych. Była to zupełnie odmienna konstrukcja niemająca prawie nic wspólnego z wariantami A i B. Wyprodukowano 40 pojazdów tego typu.
- PzKpfw I Ausf. D – prototypowa konstrukcja oparta na bazie wersji C, jednak lepiej opancerzona i wyposażona w mocniejszy silnik. Nie przystąpiono do jego produkcji seryjnej.
- PzKpfw I Ausf. F był pojazdem podobnym do wersji C, jednak dużo lepiej opancerzonym. Jego masa wzrosła do 21 000 kg. Wyprodukowano 30 sztuk.

## Wersje rozwojowe
Już w 1939, po kampanii w Polsce, zdecydowano się wycofywać PzKpfw I A i B ze stanu dywizji. Większość z nich została przebudowana na różne pojazdy nie pełniące funkcji pierwszoliniowych.
- kleiner Panzerbefehlswagen I (klPzBefWg I) – wóz dowodzenia w wersjach 1Kl1A (na podwoziu PzKpfw I A) oraz 2KlB i 3KlB (na podwoziu PzKpfw I B)
- Panzerjäger I – niszczyciel czołgów z działem 4,7 cm PaK (t) 36 L/43 na podwoziu PzKpfw I B
- Sturmpanzer I Bison – działo samobieżne 15 cm sIG 33 L/12 na podwoziu PzKpfw I B
- Munitionschlepper I – transporter amunicyjny na podwoziach PzKpfw I A i B
- Instandsetzungkraftwagen I – wóz pogotowia technicznego na podwoziach PzKpfw I A i B
- Flakpanzer I – samobieżny zestaw przeciwlotniczy z działkami 2 cm FlaK 38 L/112
- Landungsleger I – stawiacz min, pojazd saperski
- Brückenleger I – czołg mostowy
- Fahreschulewagen – pojazd szkoleniowy, pozbawiony nadbudówki i wieży (tzw. ohne Aufbau), nie był właściwie wersją rozwojową, bowiem pierwsze zbudowane były właśnie egzemplarze tego typu
- Sanitatskraftwagen I – ambulans pancerny
- Flammpanzer I – czołg z miotaczem płomieni Flammenwerfer 40.

Ponadto wymontowane z PzKpfw I wieże zostały użyte do wzmocnienia fortyfikacji Wału Atlantyckiego, Wału Pomorskiego i Twierdzy Kostrzyn.